# ماريانو ألماندوز
لويس ماريانو ألماندوز (بالإسبانية: Luis Mariano Almandoz)‏ (ولد في 10 يناير 1994 في محافظة بوينس آيرس) وهو لاعب كرة قدم أرجنتيني يلعب حاليا كمدافع لنادي ديبورتيس تيموكو.

## وصلات خارجية
- ماريانو ألماندوز على موقع قاعدة بيانات كرة القدم.إي يو (الإنجليزية)
- ماريانو ألماندوز على موقع Soccerway.com (الإنجليزية)
- ماريانو ألماندوز على موقع عالم كرة القدم.نت (الإنجليزية)

- Profile at BDFA Profile at
- Profile at Ceroacero Profile at
- Profile at Soccerway Profile at
- Profile at Worldfootball Profile at